# Max Planck
Max Karl Ernst Ludwig Planck (23. dubna 1858 Kiel – 4. října 1947 Göttingen) byl německý fyzik a filozof, považovaný za jednoho ze zakladatelů kvantové teorie. Významné jsou jeho práce v oboru termodynamiky a vyzařování černého tělesa. Nositel Nobelovy ceny za fyziku za rok 1918. Nazývá se podle něj několik matematicko-fyzikálních jevů (Planckova konstanta, systém Planckových jednotek).

## Život
Otec byl profesorem ústavního práva na univerzitě v Kielu, později se přestěhoval s rodinou do Mnichova, kde Max Planck a jeho šest sourozenců prožili šťastné dětství. Max byl pilný žák s velkým nadáním pro hudbu a matematiku. Po studiích na gymnáziu váhal mezi vědou a uměním a nakonec se rozhodl pro fyziku, kterou začal v r. 1874 studovat na mnichovské univerzitě. Po šesti semestrech odešel do Berlína, kde studoval u vynikajících německých fyziků Helmholtze a Kirchhoffa. Věnoval se hlavně termodynamice. Studium ukončil po návratu do Mnichova v r. 1878. V červenci 1879 získal doktorát na mnichovské univerzitě za svou práci s názvem O druhém principu teorie tepla, ve které se soustředil na druhý termodynamický zákon – nevratnost procesů vedení tepla. V roce 1880 dokončil habilitační práci Změna agregátních stavů (Änderung der Aggregatzustände) a stal se soukromým docentem na mnichovské univerzitě. Jeho práce z oboru teoretické fyziky získaly ceny několika německých univerzit. V roce 1885 byl v sedmadvaceti letech jmenován mimořádným profesorem na univerzitě v Kielu. Ve stejném roce se oženil s Marií Merckovou, svou dávnou přítelkyní z mládí. Během manželství se jim narodily 4 děti (2 synové a 2 dcery).
V roce 1889 nastoupil na berlínskou univerzitu a o tři roky později se stal řádným profesorem teoretické fyziky. V Berlíně pak zůstal až do konce své vědecké kariéry. Roku 1894 byl zvolen za řádného člena pruské Akademie věd, později se stal jejím předsedou a působil zde více než 20 let. Max Planck z Berlína vytvořil centrum fyziky a na přelomu 19. a 20. století byl vůdčí osobností teoretické fyziky v Německu. V letech 1905–1909 předsedal Německé fyzikální společnosti (Deutsche Physikalische Gesellschaft).
V r. 1909 zemřela jeho manželka a Planck se brzy znovu oženil. S druhou manželkou měl syna Hermana. V letech 1912–14 byl Max Planck rektorem berlínské univerzity. Jeho osobní život byl v období 1. světové války poznamenán ztrátou tří dětí: nejstarší syn Karl padl r. 1916 u Verdunu, o rok později zemřela při porodu dcera Greta a v r. 1918 za stejných okolností druhá dcera Emma. Planck byl loajálním občanem Německa a v říjnu 1914 podepsal tzv. Manifest 93, prohlášení německých intelektuálů odmítající označení německé politiky jako militaristické.
Planck se soustředil na práci. Kromě vědecké činnosti přednášel na univerzitě, vykonával funkci stálého sekretáře Akademie a podílel se na vydávání časopisu Annalen der Physik.  Ze svých přednášek vytvořil pětisvazkové dílo Úvod do teoretické fyziky a další učebnice.
V roce 1918 byl Max Planck za práci na záření černého tělesa oceněn Nobelovou cenu za fyziku. Cenu převzal kvůli poválečné situaci spolu s dalšími německými laureáty až r. 1920.
Na podzim r. 1926 ukončil práci na univerzitě a odešel do důchodu. V roce 1930 se stal prezidentem Společnosti císaře Willhelma, která byla po druhé světové válce obnovena jako Společnost Maxe Plancka. V pozdějších letech se zabýval úvahami o filosofii, estetice a náboženství. Věnoval se svým celoživotním koníčkům – vysokohorské turistice a hře na klavír.
Před druhou světovou válkou se v r. 1933 pokusil přesvědčit Adolfa Hitlera, aby ušetřil vědce židovského původu, když osobně intervenoval za svého přítele chemika Fritze Habera. Pro svůj postoj byl Planck označen za bílého Žida  a byl nucen v r. 1938 rezignovat na členství v Akademii věd. Na přelomu třicátých a čtyřicátých let omezil své vědecké a společenské aktivity. V říjnu 1942 měl v Praze přednášku s názvem Smysl a hranice exaktních věd, které se mohli zúčastnit pouze němečtí představitelé akademických institucí a protektorátní moci. V únoru 1944 byl při náletu na Berlín zničen jeho dům, shořela knihovna, rukopisy a deníky. V lednu 1945 byl jeho syn Erwin popraven v souvislosti s neúspěšným pokusem o atentát na Hitlera. Po válce žil u příbuzných v Göttingenu, kde napsal svou autobiografii. V létě roku 1946 byl Max Planck jako jediný Němec pozván k oslavám 300. výročí narození Isaaca Newtona do Londýna.  Zemřel 4. října 1947 v Göttingenu.

## Vědecká činnost
Zpočátku pracoval na termodynamice, později jej zaujala Kirchhoffova práce o záření a začal se zabývat problémem záření černého tělesa, kde dosáhl největších vědeckých úspěchů. Roku 1899 objevil základní fyzikální konstantu, dnes nazývanou Planckova konstanta. Téhož roku popsal sadu tzv. Planckových jednotek, udávající přirozená měřítka času, prostoru a hmotnosti. O rok později pak objevil zákon vyzařování černého tělesa, který přednesl 14. prosince na zasedání berlínské Fyzikální společnosti. Průlomový článek O zákonu rozdělení hustoty energie v normálním spektru publikoval v odborném časopise Annalen der Physik roku 1901. Pro vysvětlení zákona vyzařování formuloval hypotézu kvantování energie oscilátorů. (Skutečný dosah myšlenky kvantování si ovšem uvědomil teprve Albert Einstein o pět let později, postuloval kvantování energie elektromagnetického pole a touto teorií okamžitě vysvětlil fotoelektrický jev.) Kvantová teorie znamenala zásadní přehodnocení základních otázek klasické fyziky.

## Ocenění
- Pour le Mérite za vědu a umění (1915)
- Nobelova cena za fyziku (1918)
- Lorentzova medaile (1927)
- Adlerschild des Deutschen Reiches (1928)
- Medaile Maxe Plancka (1929, společně s Einsteinem)
- čestné doktoráty na univerzitách ve Frankfurtu, Mnichově, Rostocku, Berlíně, Štýrském Hradci, Aténách, Cambridge, Londýně a Glasgowě
- Asteroid 1069 se jmenuje „Stella Planckia“ (1938)

## Publikace
- Planck, Max. (1897) Vorlesungen über Thermodynamik
- Planck, Max. (1900). „Entropy and Temperature of Radiant Heat.“ Annalen der Physik, vol. 1. no 4. April, s. 719–37.
- Planck, Max. (1901). „On the Law of Distribution of Energy in the Normal Spectrum“. Annalen der Physik, vol. 4, s. 553 ff.